# Захарово (Одинцовский городской округ)
Заха́рово — деревня в составе Одинцовского городского округа Московской области. До февраля 2019 года входила в упраздненное сельское поселение Захаровское Одинцовского района.
Расположена в центральной части Одинцовского городского округа, в 24 км от города Одинцово, у места слияния рек Шараповка и Площаница. На границе деревни — автомобильная дорога А-107. Железнодорожная платформа Захарово Звенигородской ветки Смоленского направления МЖД. Граничит с посёлком Летний Отдых.
Население 250 человек (2006 год).

## История

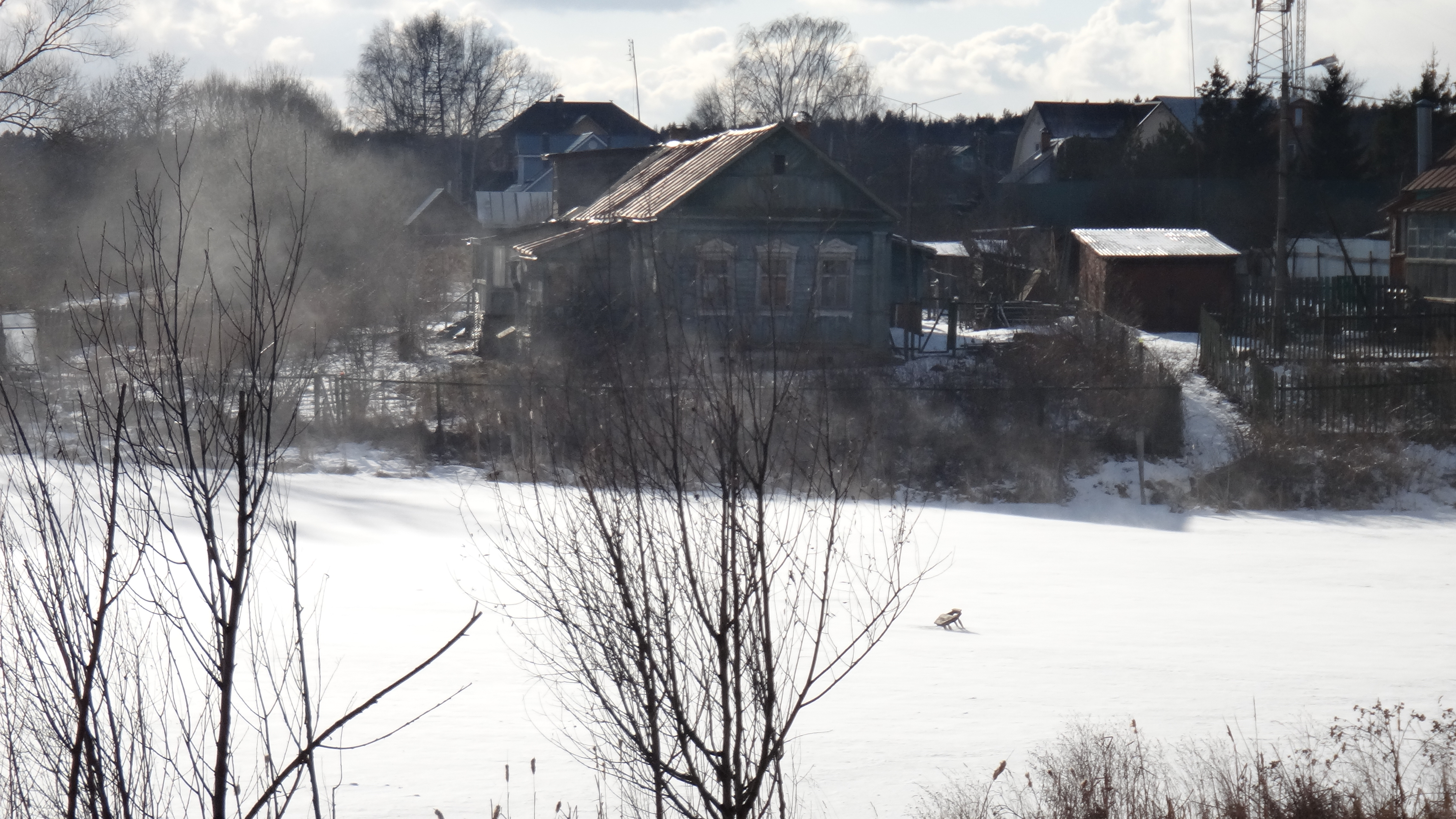
Дома в деревне Захарово

Заселение бассейна реки Вязёмка началось в глубокой древности. В окрестностях современной деревни Захарово археологами обнаружен курган, датируемый XII—XIII веками. Поселение, существовавшее в XVI столетии на месте Захарова, в отличие от современного, первоначально располагалось только на левом берегу реки Вязёмки и входило в состав Вязёмского стана Московского уезда. Впервые название Захарово упоминается в документах 1586 года: «сельцо Захарово с пустошами написано за Иваном Олексеевым сыном Комынином». В XVII веке Захаровым владел сын И. А. Камынина — Богдан (Дорофей) Иванович, а затем его внук — стольник Камынин Иван Богданович. В этот период в сельце находились двор вотчинника, три крестьянских и два бобыльских двора. И. Б. Камынин умер бездетным в начале 1680-х годов, после чего Захарово перешло во владение к его вдове Федоре Ивановне. После её смерти сельцо, в качестве приданого, перешло к сестре Ф. И. Камыниной Авдотье Ивановне, вышедшей замуж за стольника князя Якова Никитича Урусова. До середины XVIII века Захарово оставалось имением семьи Урусовых. В 1757 году князь Александр Александрович Урусов продал Захарово своему сослуживцу по лейб-гвардии Семёновскому полку капралу Дмитрию Большому Петровичу Савёлову. По описанию 1768 года за владением подпорутчика Д. П. Савёлова, занимавшим площадь 911 десятин, числилось 167,5 десятин пашни, 29 десятин сенного покоса, леса 700 десятин, пруд, селение с 70 душами крестьян.
В 1781 году владельцем сельца стал капитан артиллерии Тинков Илья Яковлевич, который впоследствии дослужился до чина надворного советника, стал заседателем Звенигородского суда и членом московской Герольдмейстерской конторы. В это время в Захарове насчитывалось 13 крестьянских дворов, в которых проживало 73 души мужского и 63 женского пола. Рядом с сельцом стоял двухэтажный господский дом со службами. В ноябре 1804 года вдова И. Я. Тинкова продала своё имение за 28 тысяч рублей «морской артиллерии 2 рангу капитанше» Марии Алексеевне Ганнибал, бабушке А. С. Пушкина. Поэт в юные годы неоднократно бывал в Захарове, воспоминания о котором оставили заметный след в его творчестве:
Мне видится моё селенье,

Моё Захарово; оно

С заборами к реке волнистой,

С мостом и рощею тенистой

Зерцалом вод отражено…
В 1811 году сельцо с 900 десятинами земли, 10 крестьянскими избами и 60 «душами крепостных» было продано за 45 тысяч рублей ассигнациями, полковнице Харитонии Ивановне Козловой, невестке родной сестры М. А. Ганнибал Аграфены Алексеевны Козловой. В 1837 году, после смерти Х. И. Козловой, имение перешло в семью её дочери Авдотьи Александровны Орловой. В середине XIX века в Захарове насчитывалось 16 дворов, в которых проживало 95 душ мужского и 106 женского пола. С 1870 года владельцем имения являлся Николай Николаевич Орлов, а с 1878 года — его брат Савва Николаевич. При нём в Захаркове, как в то время называлось сельцо, проживало 275 человек. В начале XX века имение перешло во владение к Андрею Михайловичу Нечаеву, женатому на дочери Саввы Николаевича — Вере Саввишне.
В 1907 году неподалёку от деревни, рядом со Звенигородским шоссе, было выстроено деревянное здание начальной школы.
По переписи 1926 года в деревне находилось 78 дворов, в которых жило 515 человек. Большинство жителей Захарово являлось рабочими совхоза «Звенигородский». Рядом с деревней была устроена землеустроительная дистанция и проложена железнодорожная ветка Голицыно — Звенигород, на которой в 1933 году была открыта платформа Школьная. В 1989 году в Захарове насчитывалось 117 домовладений, в которых проживал 381 человек.

## Достопримечательности и памятные места

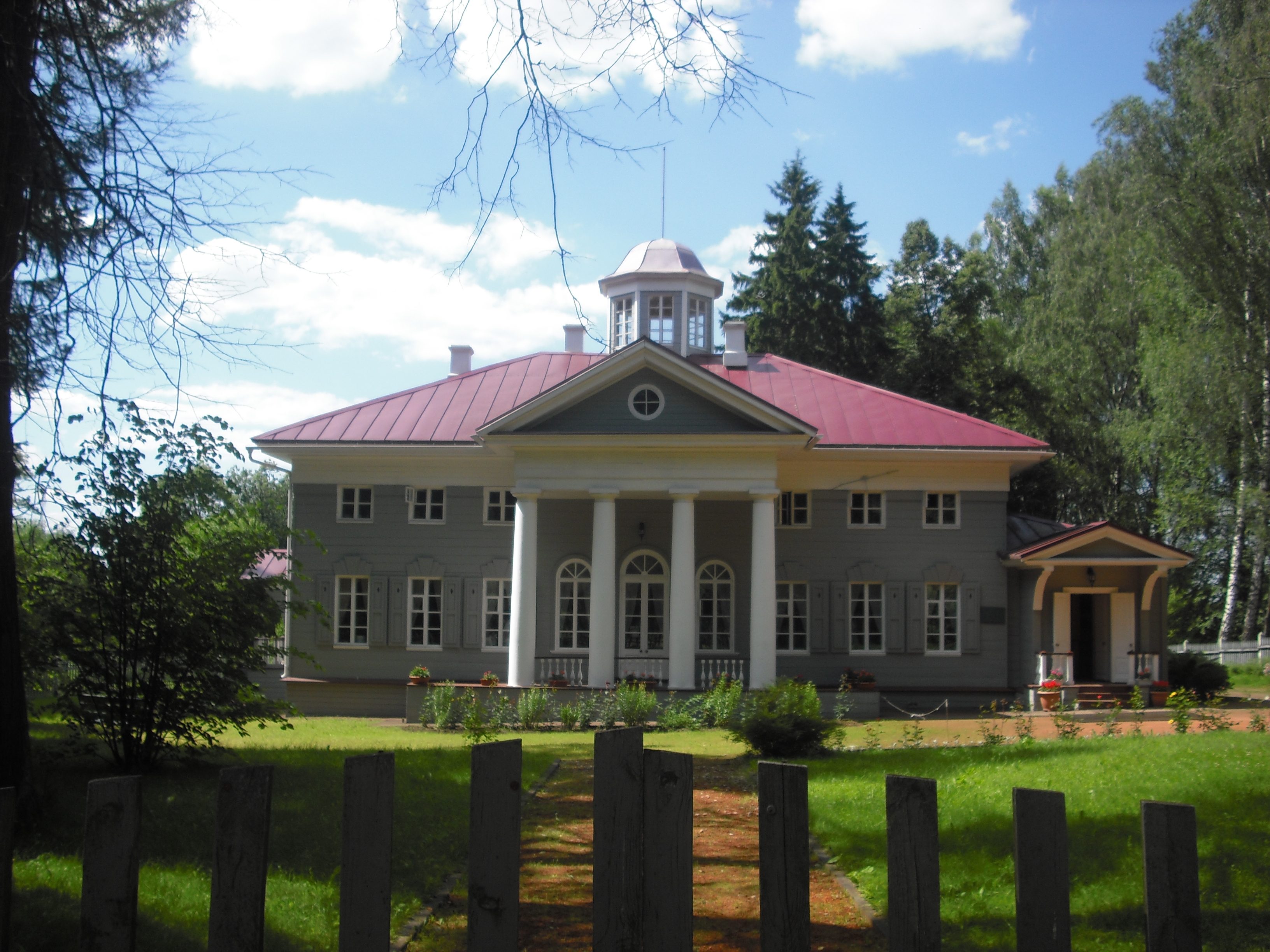
Усадьба Захарово

- Усадьба Захарово[6], включающая в себя парк, господский дом, памятники юному А. С. Пушкину и М. А. Ганнибал. С 1976 года здесь, в первое воскресенье июня, проводится ежегодный Всероссийский Пушкинский праздник поэзии.
- Мемориал советским воинам, умершим от ран в госпиталях, находившихся в разное время в Больших Вязёмах и Голицыно[7], и жителям Звенигородского района, погибшим в годы Великой Отечественной войны.
- Храм благоверных князя Петра и Февронии Муромских, бревенчатый храм, построен на средства местных жителей в 2014 году.